# Guelmim
Guelmim (Agoulmim en berbère, en arabe (hassaniya) :ݣلميم; anciennement écrite en français Goulimine), est une ville du centre-ouest du Maroc, chef-lieu de la province de Guelmim et capitale de la région Guelmim-Oued Noun. Selon une hypothèse, Guelmim viendrait du terme berbère « Agoulmim » qui veut dire « lac », « étang ».
Surnommée « Bab Sahra », la ville de Guelmim est considérée comme la « porte du Sahara » au Maroc.

## Histoire

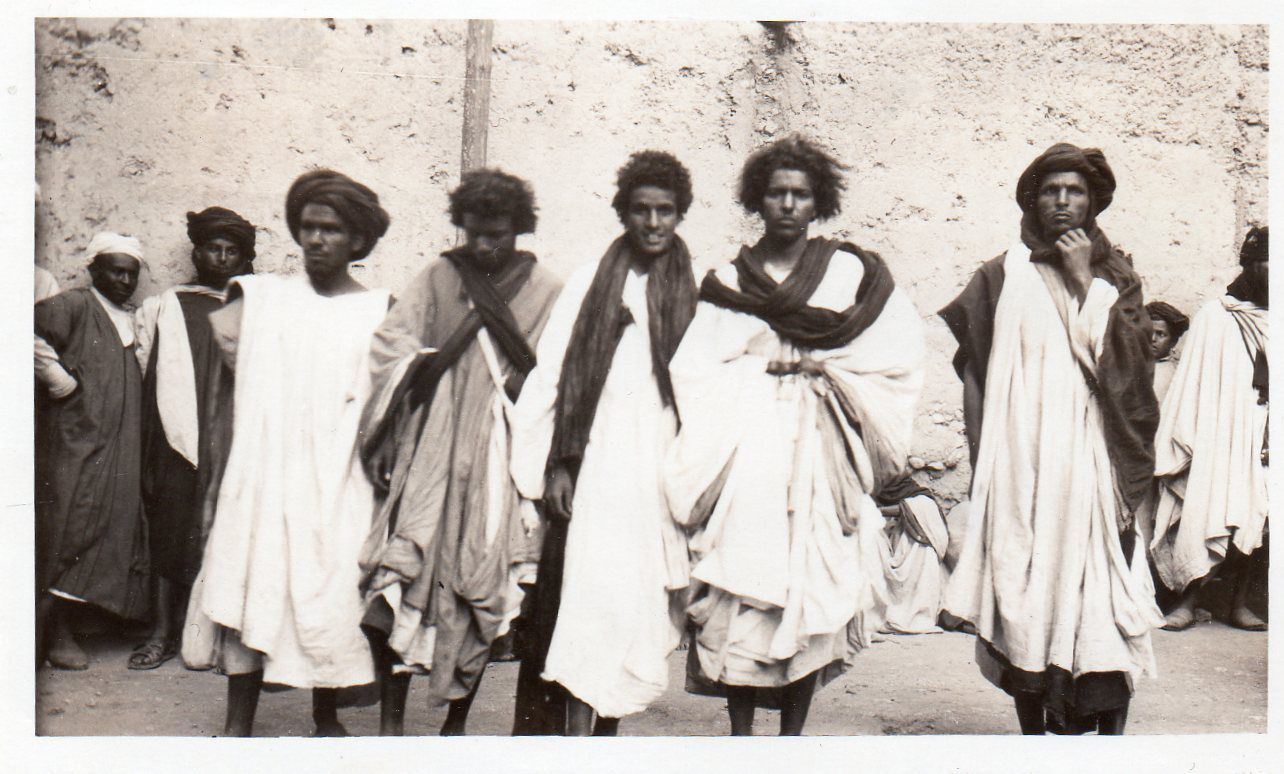
Sahraouis de Guelmim (1935)

Capitale historique de la région de l'Oued Noun, Guelmim était le centre caravanier le plus important du nord du Sahara et la dernière ville avant le grand désert, lieu d'échange et de commerce entre sédentaires, nomades et montagnards hassani et aussi chleuh.
La ville est célèbre pour le plus grand marché historique de dromadaires toujours en activité à l'ouest du Sahara : Amheirich.
Guelmim était un lieu d'échange et de ventes des marchandises amenées par les commerçants du reste du Maroc et des marchandises amenées par les caravaniers sahraouis depuis la région du Soudan, c'était aussi le lieu de réapprovisionnement en denrées des tribus sahraouis.

## Géographie
Située à 200 km au sud d'Agadir, à 110 km de Tiznit et à 30 km de l'océan Atlantique, à 400 km de Laâyoune et 54 km de Sidi ifni, Guelmim compte 126 729 habitants en 2024.
La ville est considérée comme la porte du Sahara au Maroc. Elle était autrefois un centre caravanier sur la route de Tombouctou. Aujourd'hui, c'est un lieu important de commerce et d'échange entre la population sédentaire et les nomades du désert. Elle abrite notamment un marché aux chameaux hebdomadaire, connu sous le nom de « Amhayrich », qui est le plus grand marché aux chameaux du Maroc.
Les langues parlées dans la région sont la darija (dialecte de l'arabe marocain), le tachelhit et le hassanya (dialecte bédouin). Il y a différentes tribus arabes et berbères aux alentours de Guelmim, notamment les Aït Lahcen, les Reguibat, Oulad Dleïme, Oulad Bousbaa, Tekna, Azwafit, les Sbouya, les Aït Oussa, les Aït Brahim, les Aït Yassin, , les Ait Bouhou et Ait Baâmrane, Ait Moussa ô Ali.

## Climat
Le climat de la région est subdésertique, mais beaucoup moins chaud et beaucoup moins sec que les régions typiquement sahariennes, en raison des influences océaniques modératrices, sauf pendant les périodes du chergui (le vent du désert) durant desquelles le mercure grimpe aussi haut voire plus haut qu'à l'intérieur du Sahara. Le climat y est semi-aride chaud. La température moyenne varie entre 12 °C en hiver et 30 °C en été mais elle peut facilement chuter en dessous de 5 °C ou dépasser les 40 °C. Les précipitations moyennes annuelles atteignent 217 mm, pour une moyenne nationale de 450.

## Agriculture
L'agriculture constitue la principale activité économique de la région. Les systèmes agricoles sont localisés quasi majoritairement dans les palmeraies comme dans l'oasis d'Abayno située à 10 km au nord-est de Guelmim ou dans l'oasis de Zriouila située à 25 km au sud de Guelmim sur la route de Tan-Tan, sans oublier les oasis de Tighmert et Asrir.

## Tourisme
Le tourisme est également une activité en pleine expansion, notamment dans le village d'Abaynou qui jouit d'une station thermale. La « plage Blanche », située à environ 30 km de la ville, est également un pôle d'attraction en pleine expansion dans le cadre du Plan azur, avec le projet Plage Blanche-Guelmim. Guelmim dispose également d'un aéroport national avec des vols directs vers Tan-Tan et Casablanca.
À partir du 25 mars 2020, la compagnie espagnole Binter propose deux vols par semaine entre sa base à Las Palmas-Gran Canaria et l’aéroport de Guelmim.
Dans les petits villages aux alentours se pratiquent différentes danses traditionnelles : « Guedra », « ahouache ». Guelmim possède encore un joli souk où l'on trouve de tout et qui reste ouvert assez tard.
À 25 km, Zriouila, village aux maisons de pisé, est une oasis autour d'une source.

## Jumelages
- Rikoua (Tanzanie) depuis le 20 décembre 2009
- Marcory (Côte d'Ivoire) depuis le 20 décembre 2009

## Traditions et danses folkloriques de la région
Les études anthropologiques dans la région de Guelmim-Oued Noun se concentrent sur la danse traditionnelle du Kanka, ainsi que sur les savoirs locaux associés à cette pratique culturelle.

## Personnalités liées
- Mbarka Bouaida, ministre marocaine ;
- Mbark Boussoufa, footballeur international marocain ;
- Ali Anouzla , journaliste marocain ;
- Mohamed Radi Elleli, ancien journaliste et présentateur du journal à la chaîne marocaine Al Aoula ;
- Brahim Takioullah, acteur international, il est l'homme le plus grand d'Europe, le deuxième dans le monde ;
- Souheil Ben Barka, réalisateur ;
- Hassan Lahriri, journaliste et présentateur sportif à la chaîne Al Aoula ;
- Mustapha Hadji, ancien footballeur et ballon d'or africain.